# Zone humide de Corbelin
La zone humide de Corbelin est une zone naturelle d'intérêt écologique, faunistique et floristique, située dans plaine des Avenières dans le département de l'Isère en France.
Le site est situé sur les communes de Corbelin, Granieu et Les Avenières Veyrins-Thuellin.

## Description
Le site est une zone relictuelle du Marais des Avenières. Elle a une superficie de 98 ha

## Faune
Le site est fréquenté par le héron cendré.

## Flore
Les espèces protégées suivantes sont présentes dur le site :
- Cardère poilue : Dipsacus pilosus.
- Rossolis à feuilles longues : Drosera longifolia.
- Epipactis des marais : Epipactis palustris.
- Inule de Suisse : Inula helvetica
- Peucédan des marais : Peucedanum palustre
- Groseillier rouge : Ribes rubrum
- Fougère des marais : Thelypteris palustris